# Lorraine Crapp

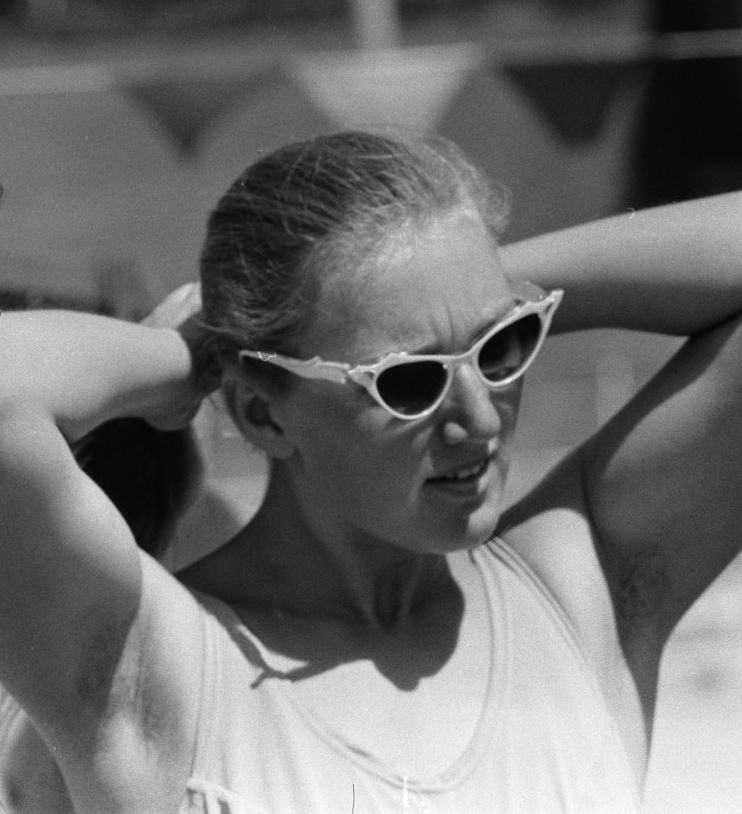
Lorraine Crapp, 1960

Lorraine Joyce Crapp AM, verheiratete Thurlow (* 17. Oktober 1938 in Sydney) ist eine ehemalige australische Schwimmerin.
Bei den Olympischen Sommerspielen 1956 in Melbourne wurde sie über 400 m Freistil und mit der 4 × 100-m-Freistilstaffel Olympiasiegerin. Über 100 m Freistil musste sie sich ihrer Landsfrau Dawn Fraser geschlagen geben. In diesem engen Rennen blieben beide Schwimmerinnen unter dem gemeinsam gehaltenen Weltrekord. Bei den Olympischen Sommerspielen 1960 in Rom gewann sie nochmal mit der 4 × 100-m-Freistilstaffel die Silbermedaille. Nach diesen Spielen beendete sie ihre Laufbahn.
Im Jahr 1972 wurde sie in die Ruhmeshalle des internationalen Schwimmsports aufgenommen.